# Geaya illudens
Geaya illudens is een hooiwagen uit de familie Sclerosomatidae.